# 5368 Vitagliano
Az 5368 Vitagliano (ideiglenes jelöléssel 1984 SW5) egy kisbolygó a Naprendszerben. Henri Debehogne fedezte fel 1984. szeptember 21-én.